# Джастін Лемберґ
Джастін Лемберґ (англ. Justin Lemberg, 23 серпня 1966) — австралійський плавець.
Призер Олімпійських Ігор 1984 року.
Переможець Пантихоокеанського чемпіонату з плавання 1985 року.
Переможець літньої Універсіади 1985 року.